# Hybridholz

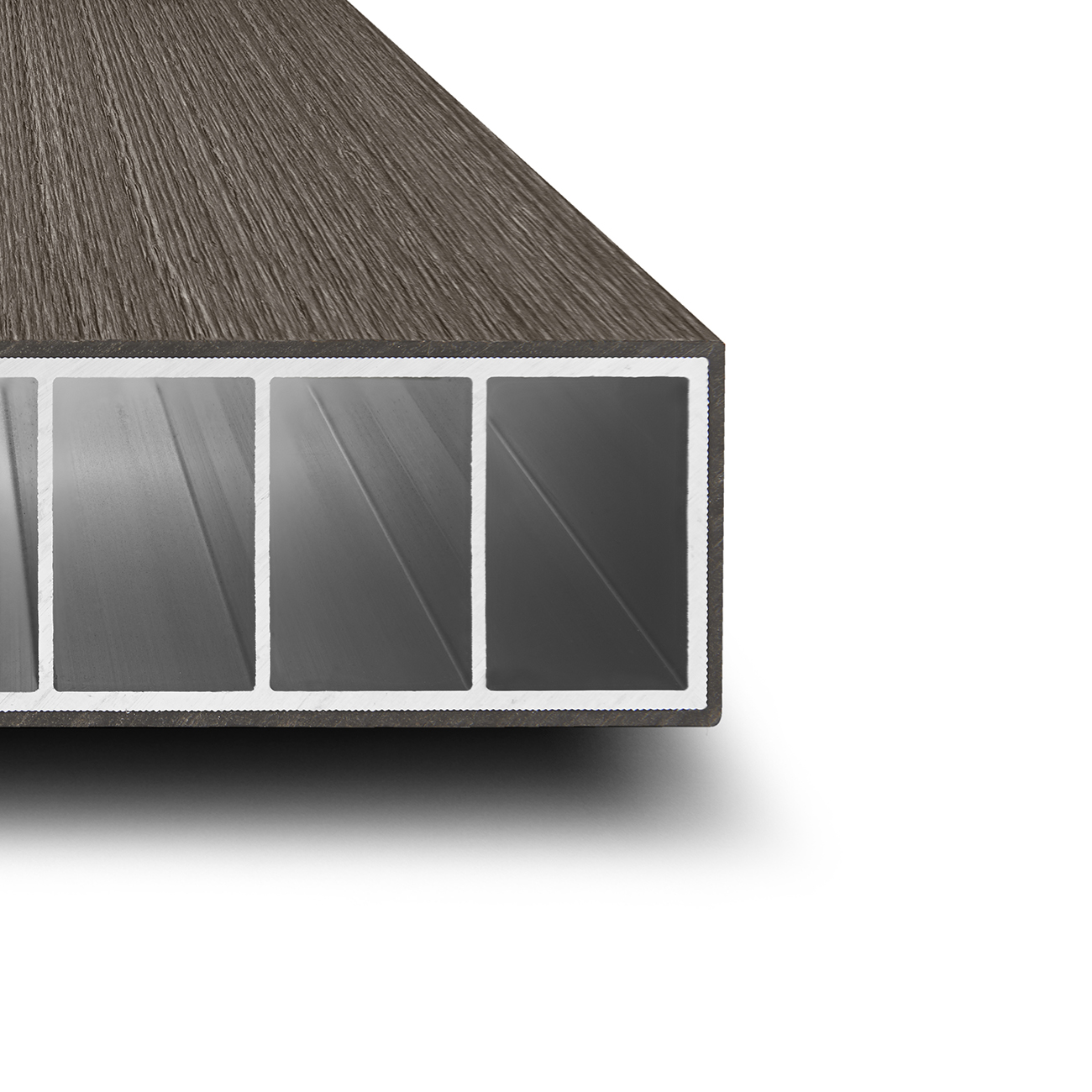
WHS-Hybridholzprofil

Hybridholz oder WHS (Wood Hybrid System) ist ein Mehrschichtmaterial, zusammengesetzt aus einer Oberfläche aus dem Holzverbundwerkstoff WPC, das mit einem Strukturkern aus Aluminium fest verschmolzen ist. Es wurde 2008 in Japan entwickelt und baut auf der 1972 von Sadao Nishibori erfundenen WPC-Technologie auf, die ursprünglich dazu geschaffen wurde, die bedrohten tropischen Harthölzer zu ersetzen. Hybridholz ist kein Faser-Kunststoff-Verbund (FKV) und kein Glasfaserverstärktes Aluminium.
Das Hybridholz kommt in der Bauindustrie vor allem bei der Konstruktion von Fassaden mit einem anspruchsvollen und dekorativen Design zur Anwendung, da es das Aussehen, die Beschaffenheit und manchmal sogar den Geruch von natürlichem Holz aufweist. Es ist leichter zu installieren und leistungsstärker als Naturholz. Seine besonderen Eigenschaften ermöglichen einen vielseitigeren Einsatz als Holz. Daher ist Hybridholz im Innen- und Außenbereich schon weit verbreitet, beispielsweise zur Realisierung von Fassadenverkleidungen, Fensterläden, Markisen oder zur Freiflächenmöblierung.

## Herstellung

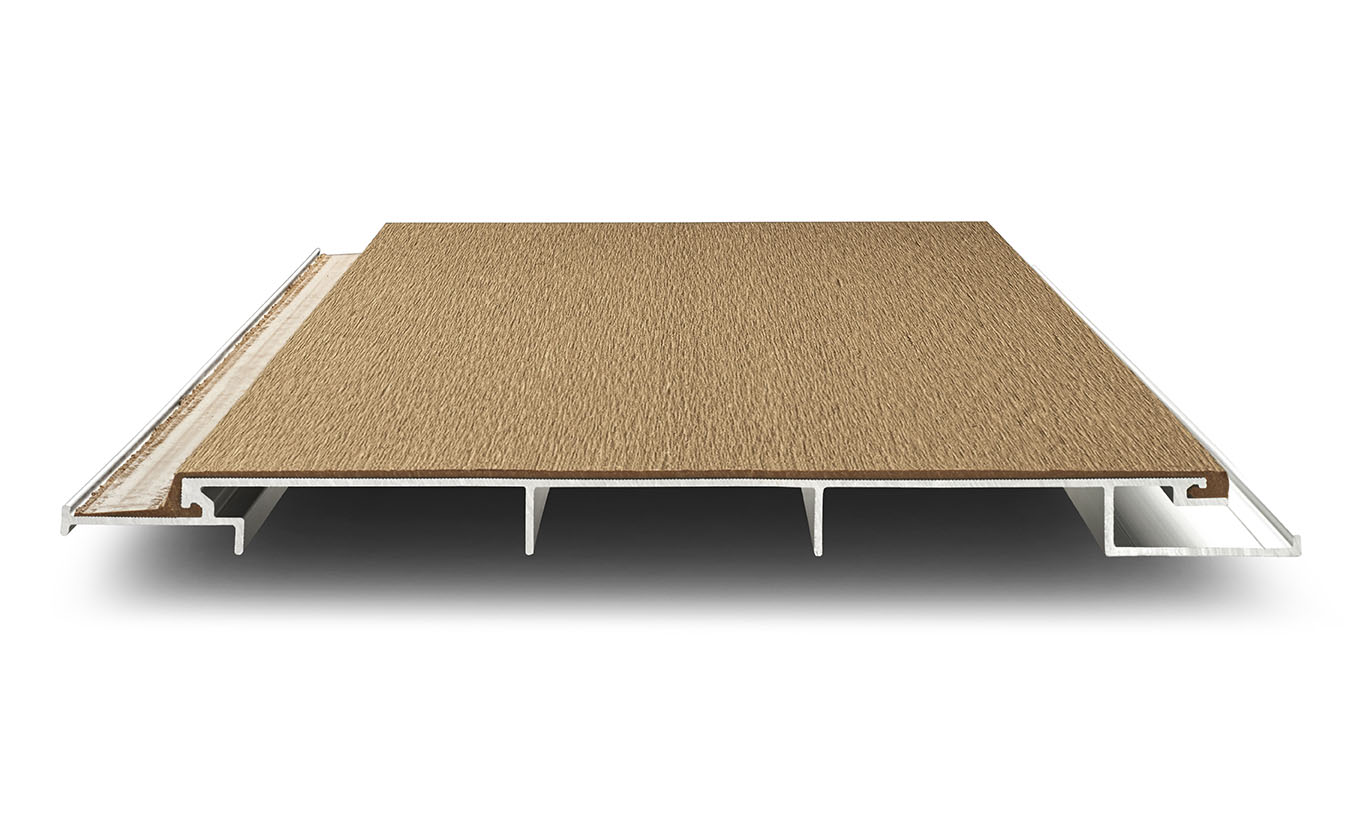
WHS-Hybrid-Fassadenverkleidung

Die Hybridholz-Profile werden durch das Extrusions-Verfahren hergestellt. Ein Kern aus eloxiertem Aluminium wird dabei mit dem Holzverbundstoff WPC ummantelt. Die optimale Haftung zwischen den beiden Materialien wird durch das Aufbringen einer klebefähigen Zwischenschicht, die mit dem Holzverbundstoff extrudiert wird, ermöglicht. Die WPC-Ummantelung kann auch nur einseitig auf dem Aluminiumprofil vorgenommen werden.
Das Verhältnis von Holzfasern und Polypropylen sowie die Beschaffenheit des Kerns variieren abhängig von den gewünschten Eigenschaften. Die Herstellung dieser Profile hat besonders dann eine positive CO2-Bilanz, wenn alle verwandten Materialien aus recycelten Rohstoffen hergestellt werden.
Eigentlich kann man nur von Hybridholz sprechen, wenn die äußere WPC-Schicht so mit dem Aluminiumkern verbunden ist, dass eine Schichtablösung unmöglich ist, egal welchen klimatischen oder hygrometrischen Bedingungen es ausgesetzt ist. Bisher kann nur die Verfahrenstechnik der Extrusion aus einer WPC- und einer Klebeschicht eine Verbindung von zwei Materialien schaffen, die so unterschiedlich sind wie WPC und Aluminium. Die Adhäsionskraft ist so stark, dass das Biegen von Profilen auch über sehr kleinen Radien möglich ist.

## Eigenschaften

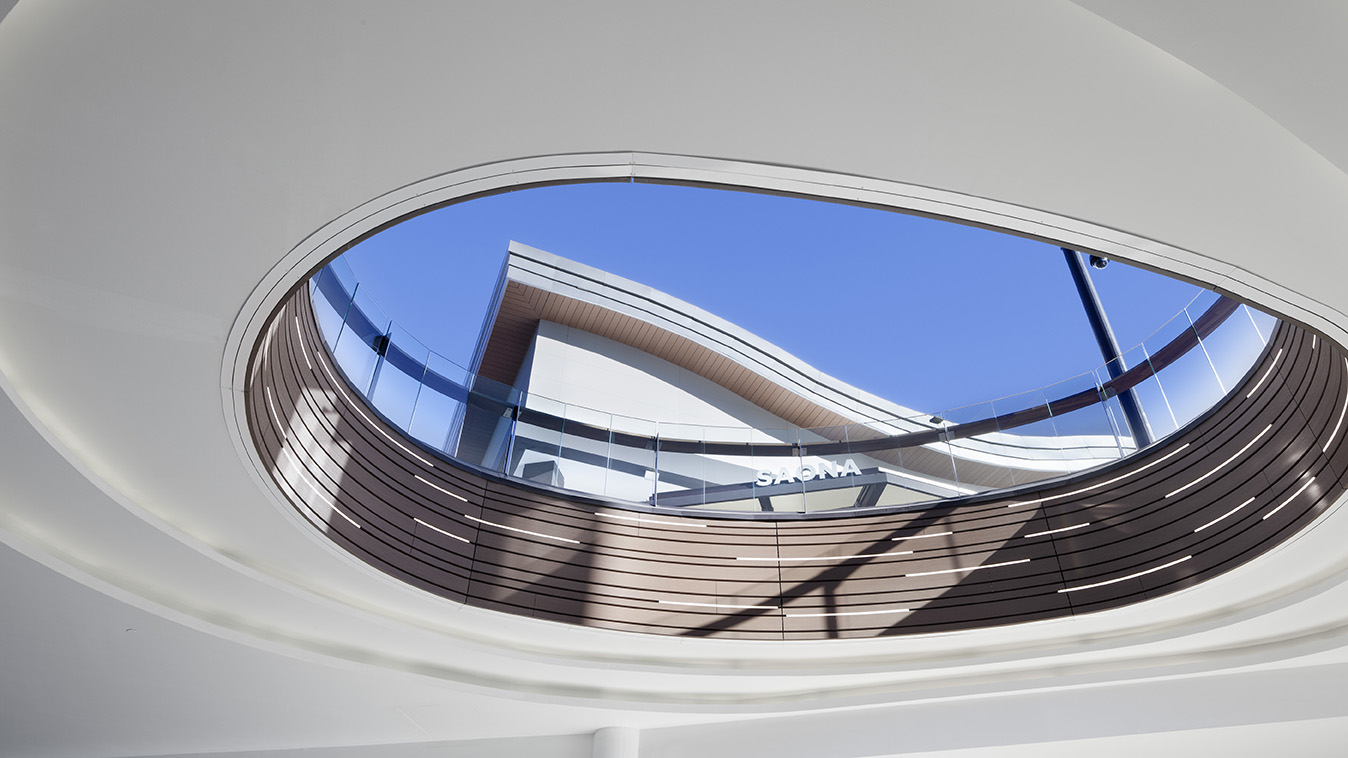
Gebogenes Hybridholzprofil

Die Lebenserwartung des Hybridholzes ist sowohl bei Anwendungen im Innen- als auch im Außenbereich deutlich höher als die von Tropenholz. Durch den Aluminiumkern ist ein Profil aus Hybridholz deutlich leichter als ein Holzprofil mit dem gleichen Querschnitt, gleichzeitig ist es stabiler (kein Verziehen, keine Risse, keine Astlöcher) und sehr viel steifer als Naturholz. Es ermöglicht so größere Spannweiten zwischen zwei Befestigungspunkten. Das Erscheinungsbild eines Bauwerkes als Ganzes und die Oberfläche der Profile bleiben ohne Wartung getreu den Vorgaben der Designer oder Architekten. Das Material ist unverrottbar, unempfindlich gegen Witterung, Sonneneinstrahlung, Pilze und Termiten.
Durch die physikalischen Eigenschaften des Kerns und der Ästhetik der WPC-Ummantelung übertrifft das Hybrid-Holz
- sowohl den Holzverbundstoff WPC (durch seine mechanischen Eigenschaften, seine Dimensionsstabilität, seine Leichtigkeit und die einfache Installation)
- als auch Naturholz (durch seine Langlebigkeit, seine Farbechtheit, seine außergewöhnlichen Längen und Querschnitte und durch die Behandlungs- und Wartungsfreiheit ungeachtet der Witterungsbedingungen oder der Luftfeuchtigkeit).

## Installation
Unter der Einwirkung von Witterung und UV-Strahlung kann sich traditionelles WPC biegen oder verziehen. Seine geringe mechanische Festigkeit macht den Einsatz von Metallstreben nötig, die in die Hohlkammern des Profils eingeschoben werden müssen. Der signifikante Unterschied des Ausdehnungskoeffizienten zwischen den beiden Materialien WPC und Metall ruft allerdings auch bei einwandfreier Montage häufig Probleme hervor. Vor allem bei horizontal verlegten Profilen kann das Stehenbleiben von Kondenswasser zwischen dem WPC und dem Metall die Haltbarkeit beeinträchtigen.
Die Hybrid-Technologie ermöglicht die Herstellung einbaufertiger, schnell zu montierender Profile in allen Größen, die das Aussehen und die Haptik von Holz haben.

## Geschichte
Im Jahr 2008 ermöglichten große technologische Neuerungen, zwei völlig verschiedene Technologien miteinander zu vereinen: die Extrusion des WPC-Bestandteils in einer wohldosierten Zusammensetzung und die unter erhöhten Temperaturen durch Extrusion aufgebrachte Klebschicht. Diese Verschmelzung von zwei so unterschiedlichen Materialien, dem WPC und dem Aluminium, wird erst dank der feinen Zwischenschicht möglich, die die äußere Haut und den Kern fest miteinander verbindet.

## Anwendung

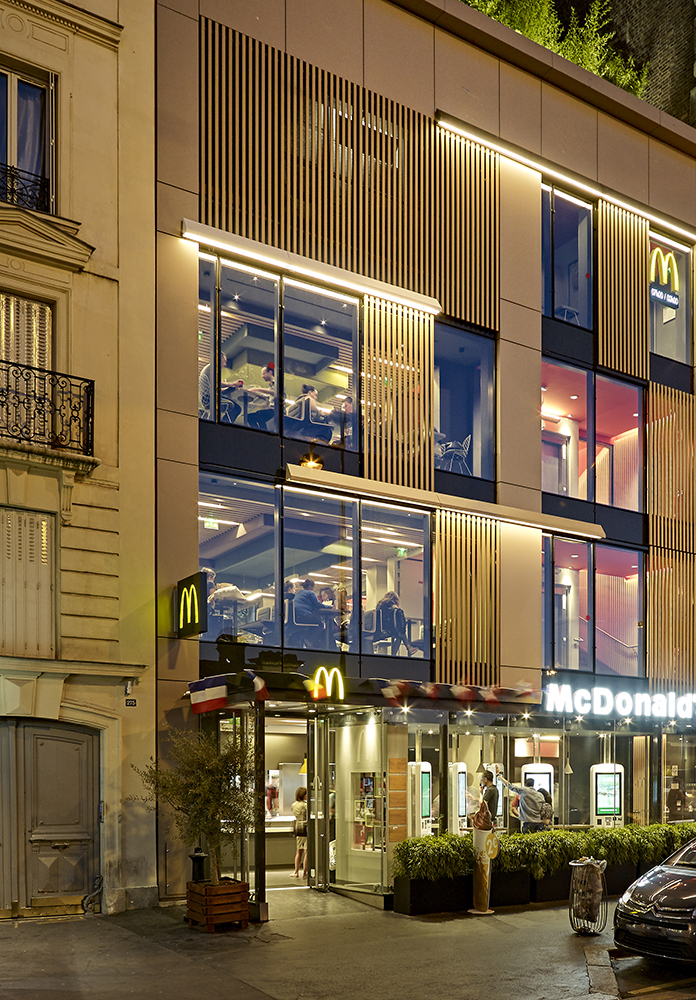
Hybridholzfassade in Paris (Mc Donald’s)

Sowohl für den Neubau als auch für die Sanierung von Fassadenelementen wie Jalousien, Vordächer, Balustraden, Schilder oder Brüstungen sind die Hybridholzprofile hervorragend geeignet.